# Divizia Națională 1992
La Divizia Națională  1992 è la prima edizione della massima serie del campionato di calcio moldavo dopo l'indipendenza dall'Unione Sovietica, disputato tra il 19 marzo e il 23 giugno 1992. Lo Zimbru Chișinău fu il primo vincitore della competizione.
Capocannonieri del torneo furono Serghey Alexandrov (Bugeac Comrat) e Oleg Flentea (Constructorul Chișinău con 13 reti

## Stagione

### Contesto storico
Dopo l'indipendenza dall'Unione Sovietica la Federazione calcistica della Moldavia cercò nell'autunno 1991 di organizzare senza riuscirci un campionato nazionale tra le cinque squadre che disputavano i tornei sovietici. La prima edizione della Divizia Națională iniziò quindi il 14 marzo 1992 con 12 squadre partecipanti.

### Formula
Il campionato è stato disputato da 12 squadre che si incontrarono in un girone all'italiana per un totale di 22 giornate. L'ultima classificata retrocedette in Divizia A.

### Avvenimenti
La prima edizione del campionato fu segnata dalla guerra di Transnistria che obbligò la federazione a non far disputare le ultime due giornate alle squadre di Tiraspol e Tighina per motivi di sicurezza assegnando lo 0-0 a tavolino e un punto per ciascuna squadra. Alla ventesima giornata Zimbru e Tiligul erano entrambe a 33 punti e nell'incontro successivo lo Zimbru perse contro il Gagauzia lasciando la squadra di Tiraspol in vetta alla classifica. Nella giornata conclusiva il Tiligul avrebbe dovuto incontrare il Constructorul Leova, già matematicamente retrocesso, e con un successo più che probabile avrebbe vinto il titolo ma la federazione non permise che si disputasse il match e venne riagganciato il vetta dallo Zimbru. La federazione impose così uno spareggio per l'assegnazione dello scudetto che non venne giocato per protesta dalla squadra transnistra.

## Squadre
| Squadra                | Città         | Stadio | Stagione 1991                                                 |
| ---------------------- | ------------- | ------ | ------------------------------------------------------------- |
| Amocom Chișinău        | Chișinău      |        |                                                               |
| Bugeac Comrat          | Comrat        |        | 3° in Soviet Second League B Zona 5, quarto livello sovietico |
| Constructorul Chișinău | Chișinău      |        |                                                               |
| Constructorul Leova    | Leova         |        |                                                               |
| Cristalul Fălești      | Fălești       |        |                                                               |
| Dinamo Codru Chișinău  | Chișinău      |        |                                                               |
| Moldova Boroseni       | Borosenii Noi |        |                                                               |
| Olimpia Bălți          | Bălți         |        | 14°in Soviet Second League Ovest, terzo livello sovietico     |
| Speranta Nisporeni     | Nisporeni     |        |                                                               |
| Tighina                | Tighina       |        | 9° in Soviet Second League Ovest, terzo livello sovietico     |
| Tiligul Tiraspol       | Tiraspol      |        | 2° in Soviet First League, secondo livello sovietico          |
| Zimbru Chișinău        | Chișinău      |        | 19° in Soviet First League, secondo livello sovietico         |

## Classifica
|  | Pos. | Squadra                | Pt | G  | V  | N | P  | GF | GS | DR  |
|  | ---- | ---------------------- | -- | -- | -- | - | -- | -- | -- | --- |
|  | 1.   | Tiligul                | 35 | 22 | 15 | 5 | 2  | 40 | 13 | +27 |
|  | 2.   | Zimbru Chișinău        | 35 | 22 | 15 | 5 | 2  | 40 | 15 | +25 |
|  | 3.   | Bugeac Comrat          | 33 | 22 | 13 | 7 | 2  | 51 | 11 | +40 |
|  | 4.   | FC Tighina             | 26 | 22 | 9  | 8 | 5  | 21 | 17 | +4  |
|  | 5.   | Amocom Chișinău        | 25 | 22 | 9  | 7 | 6  | 32 | 25 | +7  |
|  | 6.   | Constructorul Chișinău | 23 | 22 | 8  | 7 | 7  | 46 | 32 | +14 |
|  | 7.   | Dinamo Codru Chișinău  | 21 | 22 | 8  | 5 | 9  | 30 | 23 | +7  |
|  | 8.   | Speranța Nisporeni     | 17 | 22 | 6  | 5 | 11 | 20 | 32 | -12 |
|  | 9.   | Olimpia Bălți          | 17 | 22 | 5  | 7 | 10 | 19 | 24 | -5  |
|  | 10.  | Moldova Boroseni       | 16 | 22 | 7  | 2 | 13 | 22 | 42 | -20 |
|  | 11.  | Cristalul Fălești      | 9  | 22 | 3  | 3 | 16 | 25 | 60 | -35 |
|  | 12.  | Constructorul Leova    | 7  | 22 | 2  | 3 | 17 | 11 | 63 | -52 |

Legenda:

      Ammesse allo spareggio
      Retrocessa in Divizia A
Note:

Due punti a vittoria, uno a pareggio, zero a sconfitta.

### Verdetti
- Zimbru Chișinău campione di Moldavia in quanto il Tiligul-Tiras Tiraspol non si è presentato all'incontro di spareggio[5]
- Constructorul Leova retrocesso in Divizia A